# Parlamentswahl in Andorra 1993
Die Parlamentswahl in Andorra 1993 fand am 12. Dezember statt. Nach der Annahme einer neuen Verfassung durch ein Referendum Anfang des Jahres waren dies die ersten Wahlen, bei denen politische Parteien kandidieren durften. Das Ergebnis war ein Sieg für die Nationaldemokratische Gruppe, die acht Sitze im Consell General de les Valls gewann, und ihr Vorsitzender Òscar Ribas Reig blieb Premierminister. Die Wahlbeteiligung lag bei 81,0 %.

## Wahlergebnis
| Partei                                   | Direktwahl | Direktwahl | Partei | Partei | Sitze Gesamt |
| Partei                                   | %          | Sitze      | %      | Sitze  | Sitze Gesamt |
| ---------------------------------------- | ---------- | ---------- | ------ | ------ | ------------ |
| Nationaldemokratische Gruppe (AND)       |            | 4          | 26,4   | 4      | 8            |
| Liberal Union (LU)                       |            | 2          | 22,0   | 3      | 5            |
| Neue Demokratie (ND)                     |            | 2          | 19,1   | 3      | 5            |
| Nationale Andorranische Koalition (CNA)  |            | 2          | 17,2   | 2      | 4            |
| Demokratische Nationale Initiative (IDN) |            | 0          | 15,3   | 2      | 2            |
| Unabhängige Kandidaten                   |            | 4          | –      | 0      | 4            |
| Gesamt                                   |            |            | 100    |        | 28           |
| Quelle: Nohlen & Stöver, La Vanguardia   |            |            |        |        |              |